# 698 г. пр.н.е.

## Събития

### В Западна Азия

#### В Асирия
- Продължава управлението на цар Сенахериб (705 – 681 пр.н.е.).[1]
- Неговият син Ашур-надин-шуми (700 – 694 пр.н.е) управлява Вавилон.[2]
- В периода 699-697 г. пр.н.е. Сенахериб ръководи своя пети военен поход насочен срещу планинските области на изток от Асирия.[3]

#### В Елам
- Цар на Еламитското царство е Халушу-Иншушинак II (699 – 693 пр.н.е.).[1]